# Lödige Industries
Die Lödige Industries GmbH ist ein Anbieter von Logistiksystemen und Aufzugsanlagen und ist mit Standorten in Europa, Asien, Amerika und dem Mittleren Osten international vertreten. Hauptsitz des mittelständischen Unternehmens ist seit 1963 Warburg/Scherfede in Nordrhein-Westfalen.

## Geschichte
In den Jahren 2005 bis 2018 wurden viele große Projekte fertiggestellt, wie beispielsweise das Asia Airfreight Terminal oder das Air Cargo Terminal in Helsinki. Zudem wurde das Portfolio an Hebezeugen um Autoaufzüge ergänzt. Lödige Industries trägt mit seinen automatisierten Parksystemen zur urbanen Städteplanung bei, wie beispielsweise bei Europas größter automatisierter Tiefparkgarage in Aarhus, Dänemark. Der neue Mizal-Campus in Düsseldorf erhält Deutschlands größte vollautomatische Parkgarage, die eine gewöhnliche Tiefgarage mit einem automatischen Parksystem kombiniert und über 500 Stellplätze ermöglicht. In mehr als 70 Jahren hat das Unternehmen bisher insgesamt mehr als 50.000 Projekte begleitet und abgeschlossen.
Seit 2018 bietet Lödige Produkte in den Bereichen Parklösungen, Aufzugslösungen, Flughafenlogistik, Produktionslogistik und Service an.
Zur Erweiterung und Verbesserung ihres Serviceportfolios übernahm das Unternehmen 2020 den australischen Service-Dienstleister für Flughafenlogistiklösungen Mecfab Enterprises und akquiriert B&B Aufzugsbau, einen Service-Dienstleister für Aufzugslösungen in Deutschland.

## Unternehmensstruktur
Bei dem Logistik- und Fördertechnikunternehmen handelt es sich um ein mittelständisches Familienunternehmen, welches mehr als 1000 Mitarbeiter weltweit beschäftigt und einen jährlichen Umsatz von 146 Millionen US-Dollar erzielt.
Die Mitarbeiter verteilen sich auf 25 Niederlassungen und den Hauptsitz Warburg/Scherfede. Neben dem Hauptsitz besitzt Lödige noch 5 weitere Niederlassungen in Deutschland. Die restlichen Niederlassungen befinden sich in Australien, China, Dänemark, Griechenland, Großbritannien, Katar, Malaysia, Niederlande, Oman, Polen, Rumänien, Saudi-Arabien, Schweiz, Singapur, Türkei, USA, Vereinigte Arabische Emirate.
Weltweit beliefert das Unternehmen 40 Länder.

## Sonstiges
Das Unternehmen bezieht in Deutschland zu 100 % Strom aus hauseigenen Photovoltaikanlagen und einem seit den frühen 1960ern im Einsatz befindlichen Wasserkraftwerk, das am Unternehmen in Scherfede entlangfließenden Fluss Diemel liegt.
Im 2021 veröffentlichten Buch „Focus on Architecture“ werden herausragende Architekturprojekte mit von Lödige Industries eingebauter Technik vorgestellt.